# Alastair Northedge
Alastair Northedge est un archéologue et historien des arts d'Islam né en 1949, d'origine britannique. Il est professeur d'archéologie islamique à l'université Panthéon-Sorbonne.

## Parcours universitaire
Alastair Northedge est connu notamment par ses fouilles archéologiques à Samarra, site irakien remontant à l'époque abbasside, inscrit au patrimoine mondial de l'UNESCO pour la protection de sa grande mosquée et de sa vieille ville arabe.

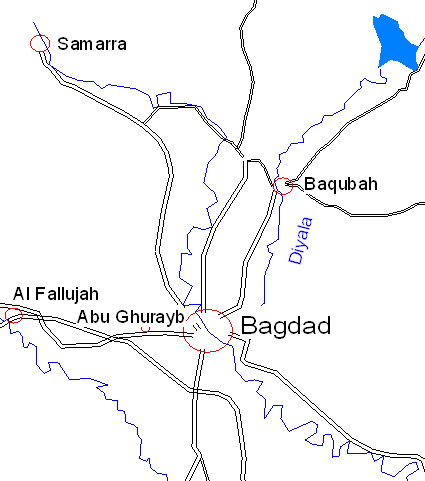
Samarra (Irak), à 125 km au nord de Bagdad

Il est maître de conférences à l'université Paris Sorbonne, puis en 2002, il est recruté comme professeur des universités d'archéologie islamique dans le département «Histoire de l'art et archéologie» de l'université Panthéon-Sorbonne et est membre statutaire de l'équipe de recherches «Islam médiéval» (Orient et Méditerranée, UMR 8167).
Il a été directeur du Council for British Research in the Levant (CBRL) (février 2001-janvier 2005).

## Publications récentes

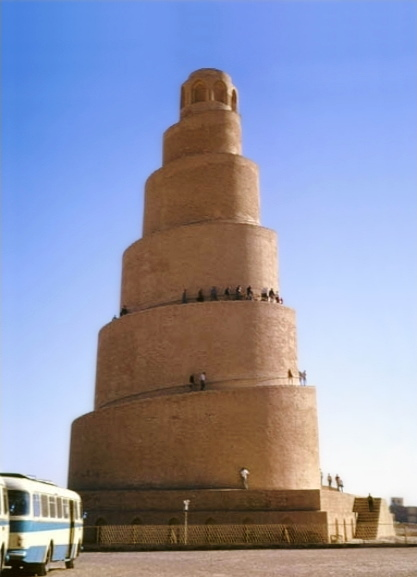
Grande Mosquée de Samarra, 849-852

- (Ouvrage) (2005). The Historical Topography of Samarra, Londres, British School of Archaeology in Iraq - Oxbow Books, (Samarra Studies 1), 426 p., 91 pl., 116 ill.p. (Recension en français par Claire Hardy-Gulbert, 2007).
- (Article) (avec Marie-Odile Rousset) (1995). «Örnek, étape de la "route de la soie"», Archéologie islamique, 5 p. 97-121 Article en ligne
- (Communication scientifique) A.Northedge (2012). “The Contents of the first Muslim houses: Thoughts about assemblages from the Amman Citadel”, 7th International Congress on the Archaeology of the Ancient Near East, Londres : Royaume-Uni Article en ligne
- « The Contents of the first Muslim houses : Thoughts about assemblages from the Amman Citadel », Proceedings of the 7th International Congress on the Archaeology of the Ancient Near East vol.2, 2012, Wiesbaden, Harrassowitz, 633-661
- « The Shrine in its Historical Context », The Shi’a of Samarra : The Heritage & Politics of a Community in Iraq, 2012, Londres, I.B. Tauris, 66
- (avec Claire Hardy-Guilbert), « L’archéologie des origines de l’islam », L’Archéo-Thema, vol. 9, juillet-août 2010, 53-55.
- « Iraq al-Arabi : Iraq’s greatest region in the pre-modern period », An Iraq of Its Regions : The Cornerstones of a Federal Democracy ?, 2007, London and New York, Hurst & Co., Columbia University Press, p. 151–166.
- « Abbasid Art and Architecture », Encyclopaedia of Islam, 3rd Edition, 2007.
- « The Qubbat al-Sulaybiyya and its interpretation », Sifting Sands, Reading Signs : Studies in honour of Professor Géza Fehérvari, 2006, London, Furnace Press, p. 71–82.